# Herepei Károly (geológus)
Herepei Károly (Buzásbocsárd, 1817. szeptember 1. – Nagyenyed, 1906. november 18.) régész, geológus, a nagyenyedi kollégium tanára.

## Élete és munkássága
Szász Károly matematikus és Zeyk Miklós természettudós tanítványa, később a selmecbányai Akadémia növendéke. Tanulmányainak befejezése után Zalatnán helyezkedett el mint tisztviselő. Részt vett az 1848–49-es szabadságharcban mint tüzér és utász hadnagy.
1855-től a nagyenyedi Bethlen Gábor Kollégium tanára, ásvány- és kőzettani gyűjteményének rendezője. Részletesen kutatta és elemezte Alsó-Fehér vármegye geológiai adatait; Szilády Zoltán méltatása szerint Herepei indította meg Enyeden a régészeti kutatást. Kutatómunkájában tanítványa, Fenichel Sámuel is segített, aki részt vett az Enyed környéki ásatásokban. 1896-ban vonult nyugdíjba, 89 évesen hunyt el.

## Munkái
- Alsófehér vármegye monografiája I, 1896 (társszerző)
- Alsófehér vármegye monografiája II, 1901 (társszerző)

## Emlékezete
- Nevét a tudományos világban két kövület viseli, Clypeaster Herepeii és Cerithium Herepeii.
- Áprily Lajos két versében is utal Herepei Károlyra és munkásságára: Búcsú a havastól és Ma milyen szép vagy.